# 求妳快走吧，阿久津！
《求妳快走吧，阿久津！》是由長岡太一繪製的浪漫喜劇類型日本漫畫作品，2019年7月29日開始在Young Ace UP上連載，已發行單行本5卷。

## 劇情簡介
男主角大山光太是一位獨居的高中生，某天不良少女同班同學阿久津凜子突然到訪他的家，並把那裡當作自己的「遊樂場」。儘管想讓阿久津回家，但慘遭欺負的大山卻被女方的隨和開朗舉動弄得一愣一愣，開始不阻止其逗留家中，兩人因而慚生情愫，一場逗趣歡樂喜劇也自此展開。

## 登場人物
大山光太（Ōyama Kōta，聲：梶田大嗣）
本作男主角。就讀高中二年級，因母親要四處奔波地工作而一個人獨居。
對阿久津經常到訪他的家，甚至過夜一事感到困擾，但慢慢地兩人熟稔後便允許女方逗留，有時還會擔心阿久津離開會被其他男人搭訕。
阿久津凜子（Akutsu Riko，聲：田野麻美（有聲漫畫））
本作女主角。與大山同班的不良少女，經常留在大山家中看漫畫、玩電子遊戲和吃零食。
儘管喜歡對大山惡作劇，但在男方懇求她留下來，以及不要讓她和其他男人玩耍後也慢慢對其產生愛慕之心
田中美咲（Tanaka Misaki）
阿久津自初中時代以來的好友。留著一束黑色短髮。知道阿久津對大山有感情，喜歡為此戲弄她。
鈴木優子（Suzuki Yōko）
阿久津自初中時代以來的好友。留著一頭棕色短髮，綁著一條馬尾。喜歡勾引大山，以觀察阿久津的反應。
大矢葵（Ōya Aoi）
大山的房東的20歲女兒。喜歡看浪漫喜劇漫畫。起初對幫助母親的租屋一事感到煩厭，後來意識到阿久津暗戀大山時對她們戀情產生濃厚的興趣。
大山的母親（Ōyama's Mom）
突然到訪大山家中的善良女性，在到訪之前得知兒子與「女友」同居，大山於是拜託阿久津假扮其女友，起初仍對阿久津持懷疑態度，後來確信他們正在交往。
日美希
比大山和阿久津小一歲的不良少女，視後者為其「大姐」，此前也曾讓阿久津當她的家為「遊樂場」，在得知阿久津經常到大山家中串門後多番挑戰前者，要求交還「大姐」給她，後來仍是接受了此事實。
阿久津的母親（Akutsu's Mom）
在發現阿久津的下落後出現在大山家中的女生，曾經的不良少女，此前經常到訪其未來丈夫的家中，兩人也因此慚生情愫並最終共結連理，與阿久津和大山的狀況如出一轍。

## 發行
日版的《求妳快走吧，阿久津！》已發行5本單行本，皆由KADOKAWA代理出版，其中第一卷發行時，角川為此在其官方YouTube頻道上發佈了三部有聲漫畫影片。

### 單行本
| 冊數 | KADOKAWA      | KADOKAWA               | 台灣角川       | 台灣角川               |
| 冊數 | 發售日期      | ISBN                   | 發售日期       | ISBN                   |
| ---- | ------------- | ---------------------- | -------------- | ---------------------- |
| 1    | 2020年6月4日  | ISBN 978-4-04-109357-3 | 2021年10月27日 | ISBN 978-9-86-524853-6 |
| 2    | 2020年10月2日 | ISBN 978-4-04-108804-3 | 2022年8月11日  | ISBN 978-6-26-321691-4 |
| 3    | 2021年6月4日  | ISBN 978-4-04-111363-9 | 2022年8月11日  | ISBN 978-6-26-321692-1 |
| 4    | 2021年12月3日 | ISBN 978-4-04-112112-2 |                |                        |
| 5    | 2022年6月3日  | ISBN 978-4-04-112550-2 |                |                        |
| 6    | 2022年12月2日 | ISBN 978-4-04-113161-9 |                |                        |

## 外部連結
- 《求妳快走吧，阿久津！》官方網站（日語）